# Pfarrhaus Köppern

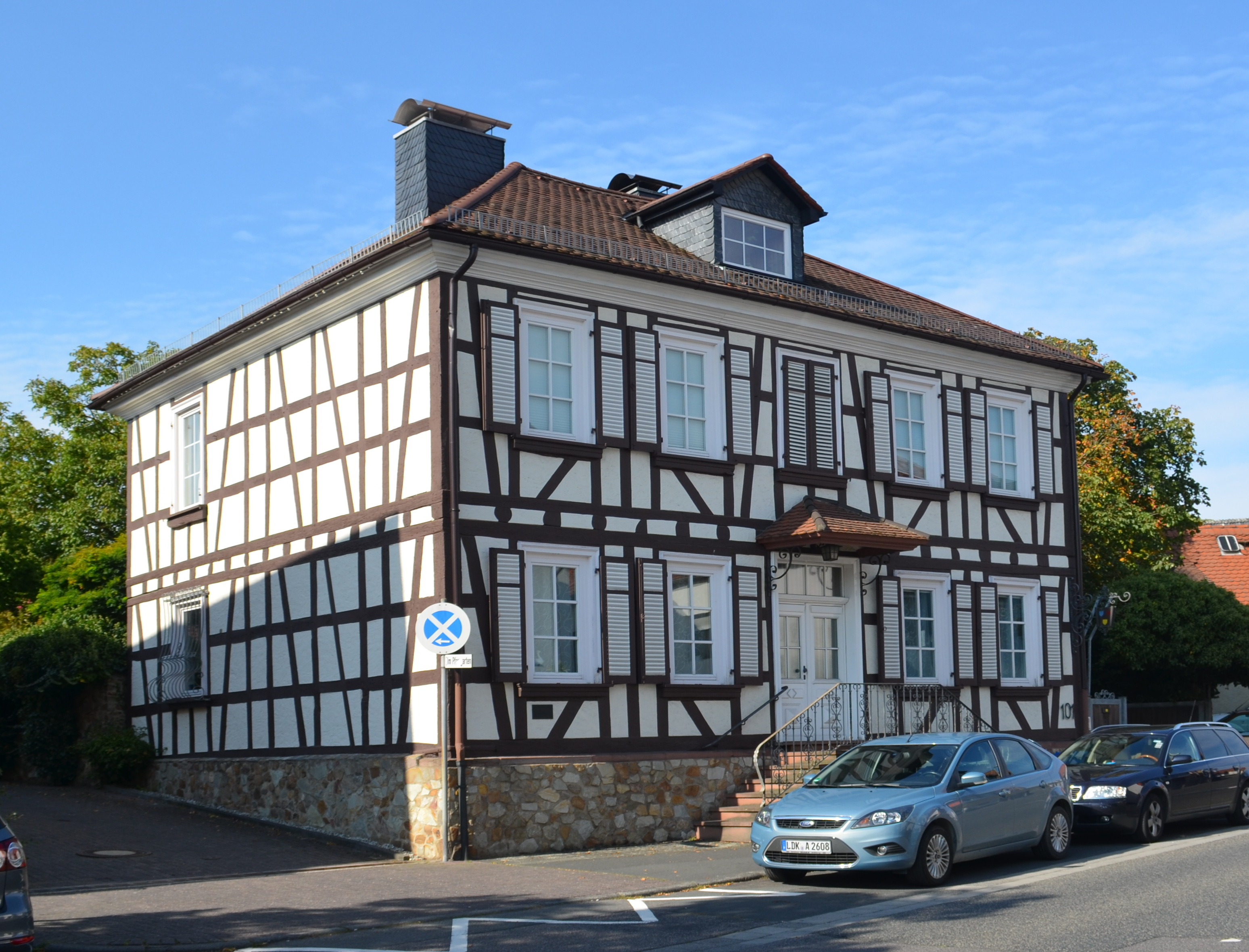
Pfarrhaus Köppern, Vorderseite

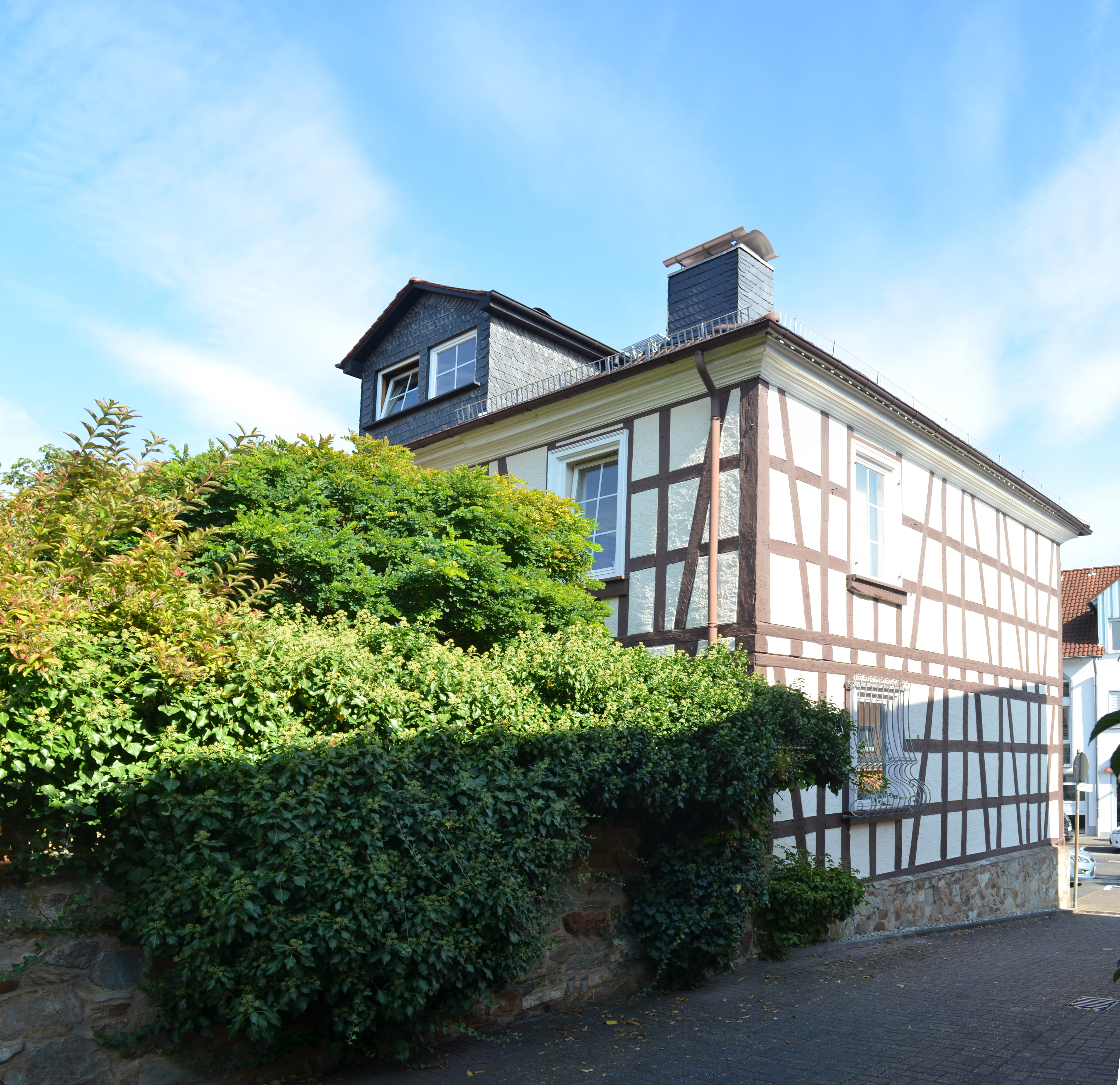
Pfarrhaus Köppern, Seitenansicht

Das frühere Pfarrhaus von Köppern ist ein unter Denkmalschutz stehendes Fachwerkgebäude aus dem Jahr 1830.

## Geschichte
Seit 1684 war Köppern eine selbständige Pfarrei. Der erste Pfarrer, Christoph Rosenstengel, bezog das 1677 fertiggestellte Pfarrhaus. Da dieses baufällig wurde, wurde 1744 ein anderes Gebäude als Pfarrhaus erworben. Auch dieses war im Laufe der Zeit in einen schlechten Zustand geraten. Die Kirchengemeinde beauftragte daher den Bautechniker Westerfeld mit der Planung und dem Neubau des heutigen Gebäudes. Die Kosten in Höhe von 2881 Gulden und 50 Kronen wurde durch den Verkauf des Holzes eines Sonderfällung an der alten Viehweide aufgebracht. Pfarrer Georg Eberhard Braun (er war 1824 bis 1871 Pfarrer in Köppern) mietet sich während der Bauarbeiten für 20 Gulden im Schulhaus ein. 1830 konnte er das Pfarrhaus beziehen. Bis 1969 wurde das Haus als Pfarrhaus genutzt und danach verkauft. Heute wird das Haus von dem Malermeister Hans-Jürgen Kratz bewohnt.

## Das Haus
Das Gebäude ist ein zweigeschossiges Haus aus Sichtfachwerk über einem Sockel aus Bruchstein. Das repräsentative Gebäude war ursprünglich verputzt. Der Eingang befindet sich in der Mitte der fünfachsigen Schauseite und ist über Stufen erreichbar. Das Haus befindet sich an der Köpperner Straße 101 also der Hauptachse des damaligen Ortes.
Zum Anwesen gehört eine Scheune aus der zweiten Hälfte des 18. Jahrhunderts.